# Albin Lavén
Isidorus Albin Lavén, född 16 april 1861 i Stockholm, död där 3 september 1917, var en svensk skådespelare.

## Karriär
Lavén började som skådespelare vid 19 års ålder och var under tio år knuten till olika resande teatersällskap. 1890–1893 tillhörde han ensemblen på Stora teatern i Göteborg. Därefter var han anställd av Albert Ranft i tio år. Lavén drev tillsammans med Axel Engdahl Folkteatern i Göteborg 1903–1906. 1906–1911 var han anställd vid Dramatiska teatern och från 1911 vid Intima teatern.
Lavén filmdebuterade 1910 i Gustaf Lindens kortfilm Bröllopet på Ulfåsa och kom att medverka i 14 filmer.

## Filmografi
- 1910 – Bröllopet på Ulfåsa II
- 1910 – Regina von Emmeritz och Konung Gustaf II Adolf
- 1910 – Emigrant
- 1911 – Järnbäraren
- 1914 – Det röda tornet
- 1915 – Madame de Thèbes
- 1916 – Dödskyssen
- 1916 – Vingarne
- 1916 – Therèse
- 1916 – Politik och brott
- 1917 – Thomas Graals bästa film
- 1917 – Värdshusets hemlighet
- 1917 – Allt hämnar sig
- 1917 – Alexander den Store

## Teater

### Roller (ej komplett)
| År   | Roll                          | Produktion                                           | Regi                            | Teater                     |
| ---- | ----------------------------- | ---------------------------------------------------- | ------------------------------- | -------------------------- |
| 1894 | Bismarck                      | På Helgeandsholmen, revy Eric Sandberg               |                                 | Djurgårdsteatern           |
| 1895 | Berjonnat                     | Maskeraden Alexandre Bisson och Albert Carré         |                                 | Vasateatern                |
| 1896 | de Fontanet                   | Fernands giftermål Georges Feydeau                   |                                 | Vasateatern                |
| 1896 | Vicomte de Montaille          | Den kritiska åldern Jules Lemaître                   |                                 | Vasateatern                |
| 1896 |                               | En treflig betjent Clairville och Octave Gastineau   |                                 | Vasateatern                |
| 1896 | Söderlund                     | Det stora förslaget Pehr Staaf                       |                                 | Vasateatern                |
| 1896 | Klaus Tygesson, dansk riddare | Med Sveriges allmoge Hugo Fröding                    |                                 | Arenateatern               |
| 1898 | Vegard Væradal                | Kungsämnena Henrik Ibsen                             | Harald Molander                 | Vasateatern                |
| 1900 | Kristoffer                    | Jakob och Kristoffer Peter Egge                      |                                 | Södra Teatern              |
| 1902 | James Larrabee                | Sherlock Holmes Walter Christmas                     |                                 | Svenska teatern, Stockholm |
| 1908 | Adrian Streit                 | Den stora lidelsen Raoul Auernheimer                 | Gustaf Linden                   | Dramaten                   |
| 1908 | Stratton                      | Syndafloden Henning Berger                           | Gustaf Linden                   | Dramaten                   |
| 1911 | Jack Folliot                  | Phyllis Cecil Hamilton                               |                                 | Intima teatern             |
| 1911 | Greve Reuterhielm             | Unge greven Knut Michaelson                          | Knut Michaelson                 | Intima teatern             |
| 1911 | Pascal Dellanoy               | För mycken kärlek Georges de Porto-Riche             | Emil Grandinson                 | Intima teatern             |
| 1912 | Hamnsjåaren Baldevin          | Baldevins bröllop Vilhelm Krag                       |                                 | Intima teatern             |
| 1912 | Gerardo                       | Hovsångaren Frank Wedekind                           |                                 | Intima teatern             |
| 1912 |                               | Fannys första stycke George Bernard Shaw             | Gustaf Collijn                  | Intima teatern             |
| 1912 | Älskaren                      | Ett lyckligt äktenskap Peter Nansen                  |                                 | Intima teatern             |
| 1912 | Ludvig Frank                  | Erlingsnäs Ejnar Smith                               | Emil Grandinson                 | Intima teatern             |
| 1912 |                               | Storken Hans Aanrud                                  |                                 | Intima teatern             |
| 1912 | Direktören                    | Nattkyparen Ernst Didring                            | Emil Grandinson Knut Michaelson | Intima teatern             |
| 1912 | Daniel Murray                 | Drönaren Rutherford Mayne                            | Emil Grandinson                 | Intima teatern             |
| 1912 | Lord Illingworth              | En kvinna utan betydelse Oscar Wilde                 | Knut Michaelson Gustaf Collijn  | Intima teatern             |
| 1913 | Horace Travers                | Eldskärmen Alfred Sutro                              | Knut Michaelson                 | Intima teatern             |
| 1913 | Charles Hériot                | Fästningen faller Sacha Guitry                       | Knut Michaelson                 | Intima teatern             |
| 1913 | Brichanteau                   | En parisare Edmond Gondinet                          | Knut Michaelson                 | Intima teatern             |
| 1914 | Constant Jannelot             | Hemligheten Henry Bernstein                          | Knut Michaelson                 | Intima teatern             |
| 1914 | Philippe                      | Den skotska regnkragen Sacha Guitry                  | Knut Michaelson                 | Intima teatern             |
| 1914 | Amelin                        | En butiksfröken Frantz Fonson och Ferdinand Wickeler | Gustaf Collijn                  | Intima teatern             |
| 1914 | Boubouroche                   | Boubouroche Georges Courteline                       | Einar Fröberg                   | Intima teatern             |
| 1915 | Iwan Chaborowicz              | Attentatet Leo Birinski                              | Emil Grandinson                 | Intima teatern             |
| 1915 | Kaptenen                      | Kärleken till nästan Gunnar Heiberg                  | Emil Grandinson                 | Intima teatern             |
| 1915 | Presidenten                   | Spader knekt Hans Overweg                            | Einar Fröberg                   | Intima teatern             |
| 1915 | Snäll                         | Erotik Gustav Wied                                   | Einar Fröberg                   | Intima teatern             |
| 1915 | Hertig de Chartres            | Pompadours triumf Adolf Paul                         | Einar Fröberg                   | Intima teatern             |
| 1915 | Kammarherre Schmettaro        | Moral Ludwig Thoma                                   | Einar Fröberg                   | Intima teatern             |
| 1916 | Munck                         | Gustaf III August Strindberg                         | Einar Fröberg                   | Intima teatern             |
| 1916 | Weichelfisch                  | Generalrepetition på ett dyrbart liv Harry Vosberg   | Albin Lavén                     | Intima teatern             |
| 1916 | Henrik Moran                  | En gåtfull kvinna Robert Reinert                     | Einar Fröberg                   | Intima teatern             |
| 1916 | Edgar                         | Faunen Hermann Bahr                                  | Einar Fröberg                   | Intima teatern             |
| 1917 | Generalen                     | Fädernesland Einar Christiansen                      | Einar Fröberg                   | Intima teatern             |
| 1917 | Jeffery Panton                | Jeffrey Pantons historia Alfred Sutro                | Einar Fröberg                   | Intima teatern             |

### Regi
| År   | Produktion                           | Upphovsmän    | Teater         |
| ---- | ------------------------------------ | ------------- | -------------- |
| 1916 | Generalrepetition på ett dyrbart liv | Harry Vosberg | Intima teatern |

## Galleri

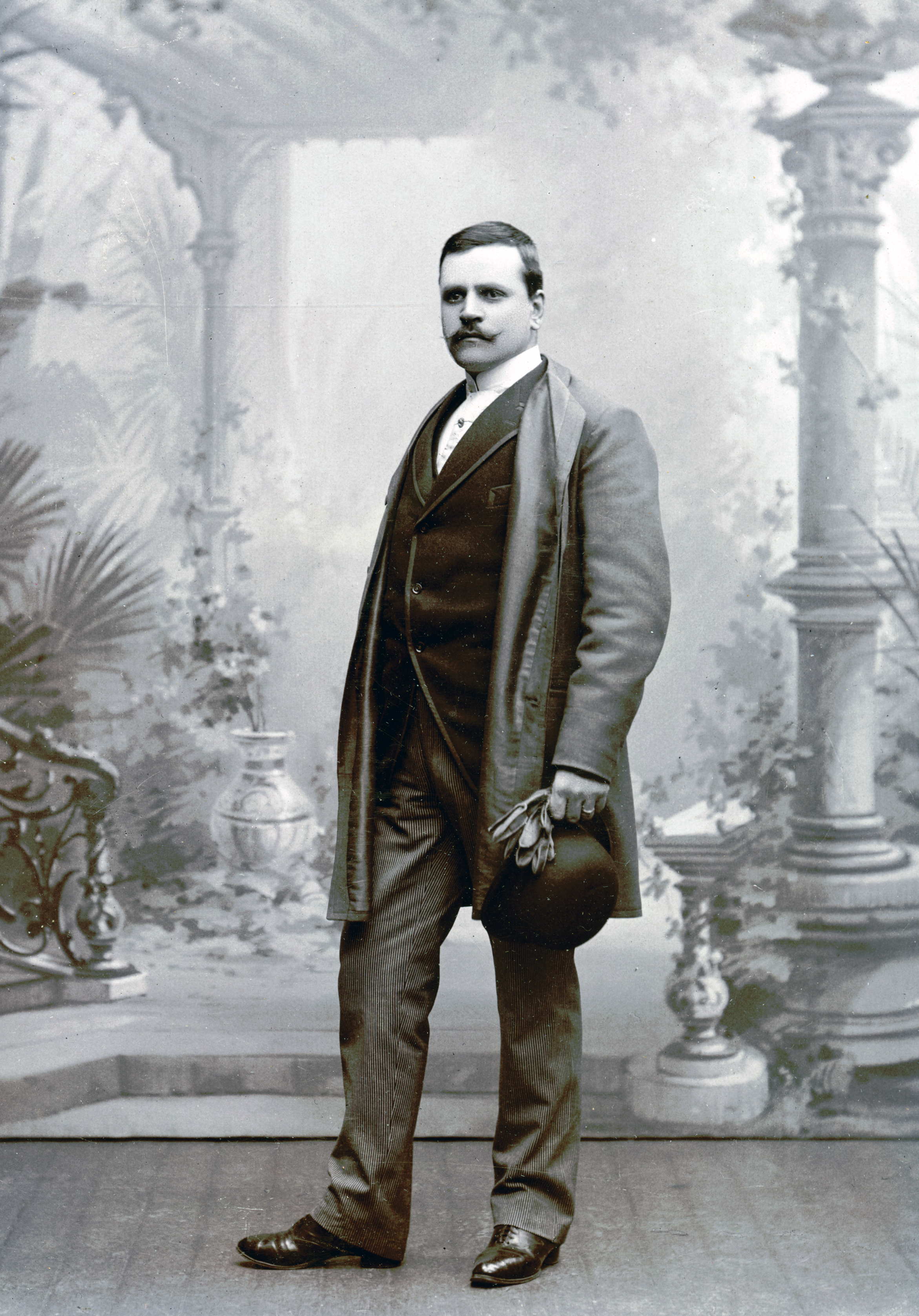
Albin Lavén, skådespelare vid August Lindbergs sällskap, Göteborgs teater 1892.
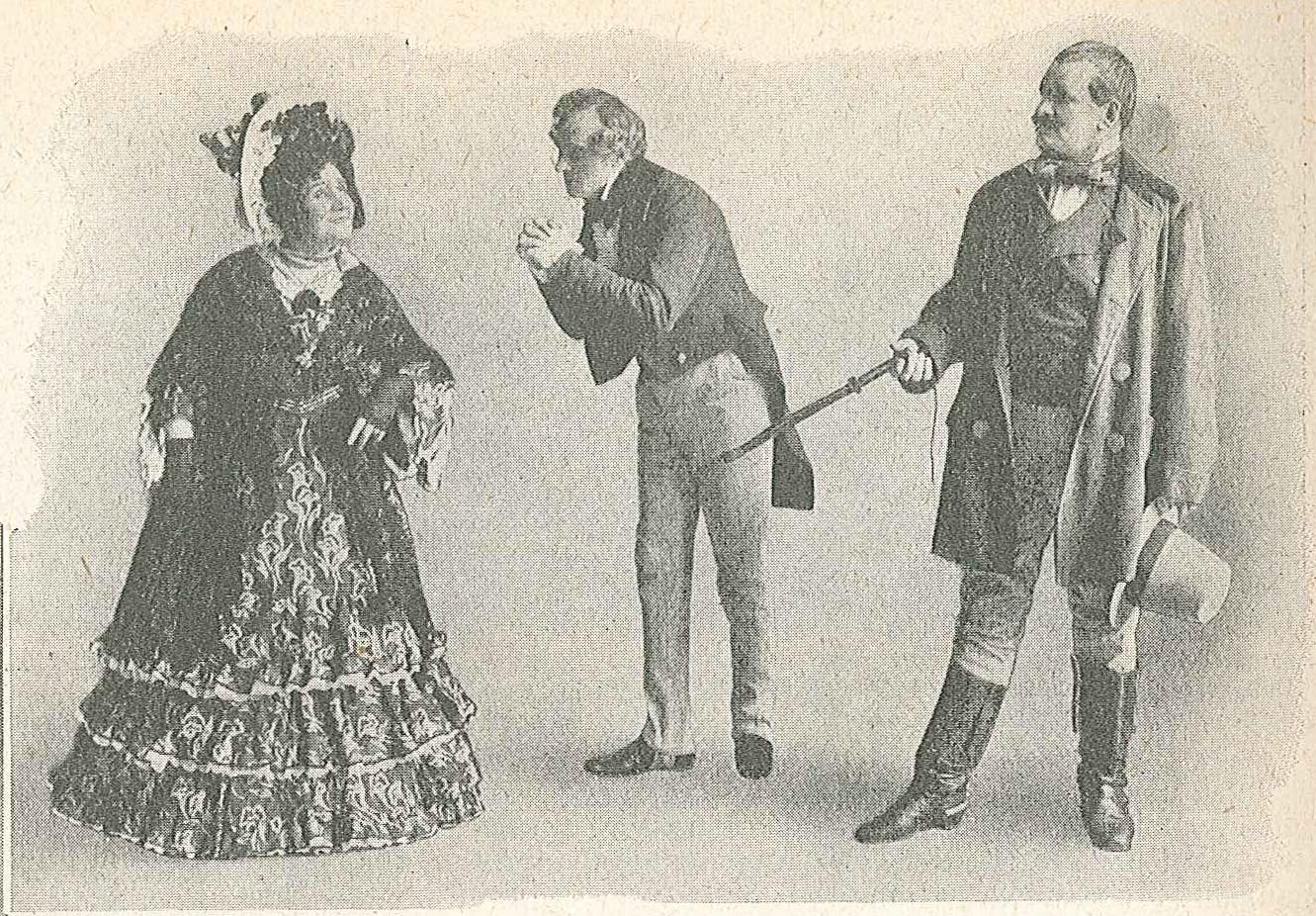
Albin Lavén (till höger) tillsammans med Thecla Åhlander och Carl Browallius i Ivan Turgenjevs pjäs Arvsskiftet på Dramaten 1911.